# Cupedora marcidum
Cupedora marcidum är en snäckart som först beskrevs av Hedley 1912.  Cupedora marcidum ingår i släktet Cupedora och familjen Camaenidae. IUCN kategoriserar arten globalt som nära hotad. Inga underarter finns listade i Catalogue of Life.